# Reichsbrücke
Il Reichsbrücke (in italiano ponte imperiale) è un ponte situato a Vienna, che attraversa il Danubio, collegando i distretti di Leopoldstadt e Donaustadt. Il ponte viene utilizzato da 50 000 veicoli al giorno ed è dotato di sei corsie per il traffico veicolare, i binari della U-Bahn, due percorsi pedonali, due piste ciclabili e due tunnel di servizio.

## Storia
Il ponte è stato ricostruito tra la fine degli anni settanta e i primi anni ottanta, dopo il crollo del precedente ponte, unico di Vienna ad essersi salvato dai bombardamenti della Seconda guerra mondiale, all'alba del 1º agosto 1976.